# Ao Guang

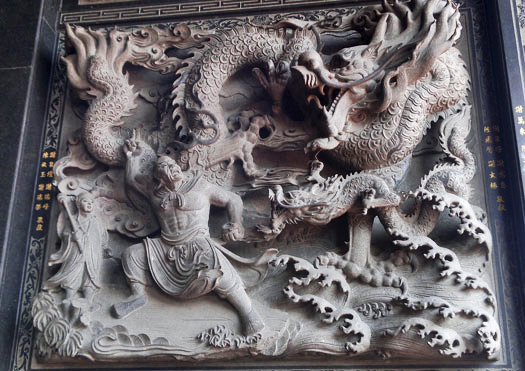
Ne Zha (links) kämpft gegen Ao Guang (rechts)

Ao Guang (chinesisch 敖光, Pinyin Áo Guāng bzw. 敖廣 / 敖广,  Áo Guǎng, nach Wade-Giles Ao Kuang) ist in der chinesischen Mythologie die oberste Drachengottheit und der Drachenkönig des östlichen Meeres. Zugleich ist er eine Wassergottheit und verantwortlich für den Regen. Ao Guang ist eine Figur in den beiden chinesischen Romanen „Fengshen Yanyi“ und „Die Reise in den Westen“.
Sein Bruder ist Ao Jun, der Drachenkönig des westlichen Meeres.

## Legenden

### Architektur
Einer Legende zufolge soll Ao Guang’s unterseeischer Kristallpalast  als Vorlage für die Werke von Lu Ban (魯班 Lǔ Bān, nach Wade-Giles Lu Pan), die Schutzgottheit der Handwerker und Erfinder zahlreicher Konstruktionen, gedient haben, auf den berühmte Drachenabbildungen zurückgehen sollen.

### Fengshen Yanyi
Als es in der Shang-Dynastie eine große Dürreperiode gab, brachten die Anwohner dem Drachenkönig Ao Guang (敖光) Gaben in Form von Nahrung dar, damit Ao Guang es wieder regnen ließ. Doch der Drachenkönig verlangte stattdessen täglich einen Jungen und ein Mädchen als Opfergabe.
Als eines Tages die Gottheit Ne Zha, auch bekannt als Der Dritte Lotusprinz, an dem Ufer des östlichen Gewässers wusch, versuchte er sich an seiner neuen Waffe, dem Kosmischen Rad, wobei er dabei ungewollt eine große Erschütterung im Meer verursachte. Verärgert schickte Ao Guang seinen General Li Gen, um den "Übeltäter" zur Rechenschaft zu ziehen. Nach einem Kampf zwischen Ne Zha und Li Gen wurde Letzterer schließlich niedergestreckt. Daraufhin schickte der Drachenkönig seinen dritten Sohn Ao Bing, welcher in einer erbitternden Schlacht ebenfalls von Ne Zha getötet wurde. Daraufhin drohte Ao Guang damit, Städte mit einer Sintflut zu überschwemmen und forderte vom Jadekaiser und Ne Zha’s Familie eine Wiedergutmachung. Um die Leben Vieler zu retten, opferte sich Ne Zha schließlich selbst.

### Die Reise in den Westen
Ao Guang (敖廣 / 敖广) ist auch eine Figur in dem berühmten chinesischen Roman Die Reise in den Westen.
Als der Affenkönig Sun Wukong auf der Suche nach einer mächtigen Waffe war, erfuhr er von einer mächtigen Waffe im Palast des Drachenkönigs Ao Guang. Dort angekommen bat Sun Wukong Ao Guang nach Waffen, die seinen Fähigkeiten ebenbürtig waren. Nachdem ihm keine Waffe der Schatzkammer gut genug war, nahm er eine riesige, besondere Eisensäule in Ao Guangs Palast an sich, die sonst niemand heben konnte, genannt Ruyi Jingu Bang. Diese Säule wurde eine lange Zeit zuvor von Da Yu angebracht, mit der dieser eine große Flut bändigte. In den Händen des Affenkönigs verwandelte die riesige Säule sich in einen handlichen Stab, den er fortan als seine Waffe mit sich trug, dessen Größe er beliebig verändern konnte. Triumphierend ließ er den überlisteten Ao Guang in seinem Palast zurück.

## Trivia
- Ao Guang ist ein spielbarer Charakter in dem MOBA Computerspiel "Smite"[10]
- Er besitzt einen Filmauftritt im chinesischen Fantasy-Film The Monkey King
- In dem chinesischen Zeichentrickfilm  Prince Nezha's Triumph Against Dragon King ist er der Antagonist zu Ne Zha